# Canary in a Coalmine
Canary in a Coalmine (Kanarienvogel in einer Kohlenmine) ist ein von Sting geschriebener Song, der 1980 von der englischen Rockband The Police auf ihrem Album Zenyatta Mondatta veröffentlicht wurde. 

## Text und Musik

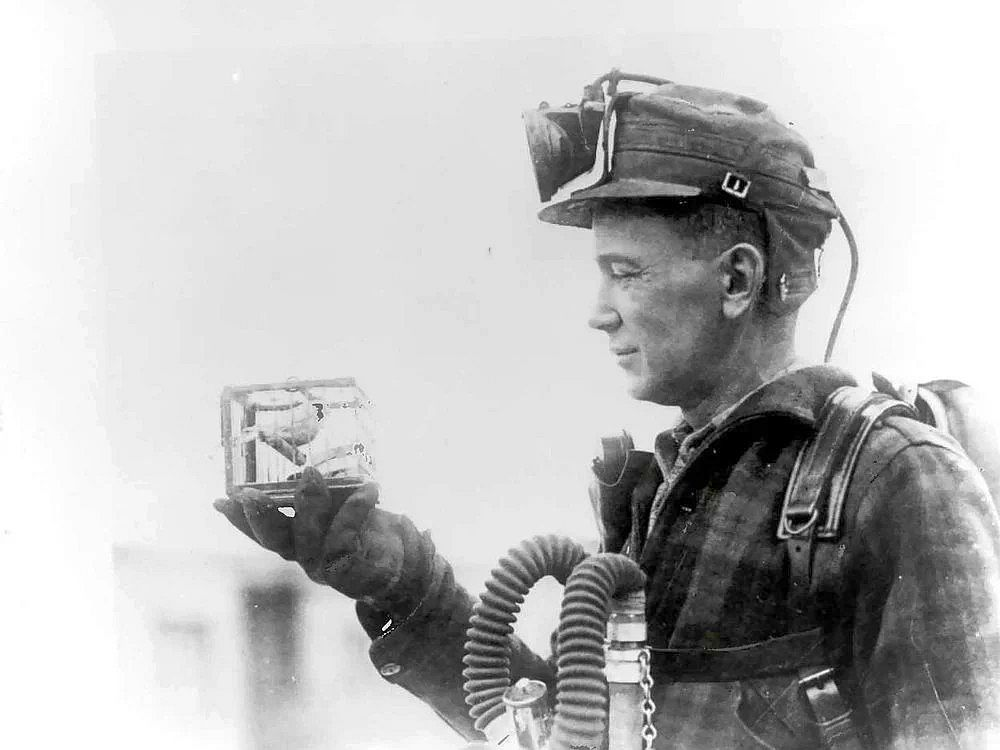
Kanarienvogel im Käfig zur Warnung vor Gasen

Das unbeschwerte Lied handelt von einer überempfindlichen Person: 

„Du fällst zuerst um, wenn die Atmosphäre nicht perfekt ist.

Deine Gefühle werden durch den kleinsten Fehler erschüttert.

Du lebst dein Leben wie ein Kanarienvogel in einer Kohlenmine.

Dir wird so schwindelig, selbst wenn du geradeaus gehst.“

Bergleute verwendeten Kanarienvögel in Kohlenminen als Gaswarnanlage; bei Gasen stellte der Vogel das Gezwitscher ein.  
Sprichwörtlich wird mit dem Begriff ein überempfindlicher Mensch bezeichnet.

## Besetzung
- Sting: Gesang, Bassgitarre,
- Andy Summers: Gitarre, Klavier
- Stewart Copeland: Schlagzeug